# Ultrazvučna kontrola
Ultrazvučna kontrola kvalitete (kratica: UK) materijala zasniva se na svojstvu ultrazvuka da se širi kroz homogene materijale i da se odbija na granici materijala različitih akustičkih osobina (otpornosti), odnosno od nehomogenosti (grešaka) u materijalu. Od izvora ultrazvuka šire se ultrazvučni valovi kroz materijal koji se kontrolira. Ako u materijalu postoji greška, iza nje će, ovisno o vrsti greške, ultrazvučni valovi oslabiti ili se neće pojaviti (odbiju se od greške).
Ultrazvuk je vrsta mehaničkih valova frekvencije 20 kHz do 10 GHz, a kod ispitivanja materijala najčešće se koriste frekvencije od 0,5 MHz do 10 MHz. Iako postoje različite tehnike ultrazvučnog ispitivanja, obično se u praksi koristi metoda impuls - odjek i metoda prozvučavanja, pri čemu se koriste ravne i/ili kutne ultrazvučne glave. Iako je ultrazvučna metoda posebno prikladna za otkrivanje grešaka tipa pukotina (ravninske ili planarne greške), ovom je metodom moguće detektirati i druge greške (uključke troske, plinske mjehuriće, mjehuriće u nizu).
Prednosti ove metode su: područje debljina ispitivanog predmeta je neograničeno, dovoljan je pristup predmetu kontrole samo s jedne strane, provođenje kontrole je bezopasno i ne zahtijeva zaštitna sredstva, osjetljivost metode je visoka, a pronalaženje pogrešaka jednostavno, metoda je relativno neosjetljiva na uvjete okoline (temperatura, vlaga).

## Osnove ispitivanja ultrazvukom
Ultrazvuk je zvuk s višim frekvencijama nego čujni zvuk. Kod čujnog zvuka broj titraja je ispod 16 000 titraja u sekundi, odnosno 16 kHz. To je granica između zvuka i ultrazvuka. Pod ultrazvukom se podrazumijeva mehaničko titranje s frekvencijom višom nego što je može čuti ljudsko uho. Zvučni valovi se šire pravocrtno i natraške (reflektiraju). U čujnom području se razlikuju titraji sinusnog tipa, a to su tonovi, i oni koji nisu sinusnog tipa, a to su šumovi.
Materija je sastavljena od mnogo malih čestica koje su međusobno povezane silama (zamišljamo ih kao opruge), tako da se mogu gibati u svim pravcima oko prvobitnog položaja. Pomakne li se iz ravnoteže jedan od tih djelića materije, on se počinje gibati i predaje energiju susjednim djelićima. Energija se u materiji prenosi preko pojedinih čestica te materije. Broj titraja čestica materije u određenom vremenu govori da li se radi o čujnom ili o nečujnom zvuku. U prirodi postoje dva osnovna oblika valova: elektromagnetski val i zvučni (elastični) val. Osnovna razlika među njima je ta što za širenje elektromagnetskih valova nisu potrebne molekule (mediji), dok je za širenje zvučnih valova medij potreban. Čovjek čuje zvučne valove niskih frekvencija od 16 do 16 000 titraja u sekundi (Hz). To je područje čujnog zvuka. Ispod i ispod (infrazvuk) ovog područja postoje titraji koji podliježu istim fizikalnim zakonima kao i čujni zvuk.

### Ultrazvuk
Ultrazvuk počinje na gornjoj granici čujnog zvuka, iznad 16 kHz do 1010 Hz. Iznad 1010 Hz su titraji koji odgovaraju toplinskom titraju molekula u čvrstom tijelu. Elastični valovi su u svim područjima jednaki i razlika je u tome da li su čujni ili ne. 
Ako se u elastičnoj sredini nalazi izvor titranja, ta se titranja prenose na susjedne čestice na određeni način i u određenom pravcu. Ti mehanički valovi mogu biti longitudinalni i transverzalni. Longitudinalni valovi nastaju ako se pokrenu čestice s površine, a pravac kretanja je okomit na površinu. Brzina longitudinalnih valova je konstantna za neki materijal i iznosi: 5 900 m/s za čelik, 1 480 m/s za vodu, 330 m/s za zrak i 6 300 m/s za aluminij.
Transverzalni val nastaje ako se čestice s površine iz ravnotežnog položaja pokrenu u smjeru površine. Brzina transverzalnog vala je 3 230 m/s za čelik, 0 m/s za vodu, 0 m/s za zrak i 3 130 m/s za aluminij. Valovi se kroz transverzalni medij gibaju u konstantnim razmacima, odnosno konstantnom duljinom transverzalnog vala. Kod longitudinalnih valova čestice titraju u pravcu širenja vala, a kod transverzalnih valova čestice titraju okomito na smjer širenja vala.

### Nastajanje zvučnog vala
Kod ultrazvučne kontrole metalnih materijala obično se koristi piezoelektrični efekt, dok se za dobivanje niskih frekvencija koristi magnetostricijski efekt. Piezoelektrični efekt nastaje kada se pločica kvarca sabije ili izduži nekom silom u određenom smjeru na njenu kristalografsku os, i tada se ona polarizira, to jest na površini kvarcne pločice stvorit će se električni naboj. Predznak električnog naboja ovisi o pravcu deformacije, a veličina od upotrebljene sile. Obrnuta pojava se javlja kada pod djelovanjem istosmjernog električnog polja kvarcna pločica promijeni svoju veličinu (duljinu i širinu). Ako se umjesto istosmjerne struje primijeni izmjenična struja, kvarcna pločica će titrati (vibrirati) u ritmu frekvencije izmjeničnog polja. Ova je pojava otkrivena 1899.

### Odbijanje i prelamanje ultrazvuka na granici dva medija
Na granici dva medija dolazi do odbijanja i prelamanja ultrazvučnog impulsa. Treba razlikovati dva slučaja jer ultrazvučni valovi u ispitivani materijal mogu dolaziti okomito ili pod određenim kutom (koso). Pri okomitom ulazu ultrazvučnog snopa u ispitivani materijal, na granici dva medija dolazi do djelomičnog odbijanja ultrazvučnih valova. Ako ultrazvučni val naiđe na neku grešku u materijalu (defekt), on ne prolazi kroz tu prepreku nego se odbija od nje. U slučaju da su te greške u materijalu manje, dio ultrazvučnog vala će proći, a dio će se odbiti natrag. 
Ako ultrazvučni snop u ispitivani materijal ulazi pod nekim kutom (koso), na granici dva medija dolazi do pretvorbe (transformacije) vala. Pri tome nastaje više mogućnosti: oba vala mogu se odbiti, jedan se odbija a drugi prelama, te oba se prelamaju. U točki ulaza zvučnog snopa u ispitivani materijal nastaku i longitudinalni i transverzalni val, koji se iz te točke šire neovisno jedan od drugoga. Kako će se valovi odbiti, ovisi o upadnom kutu primarnog snopa, kao i o svojstvima medija na granici gdje se spajaju. Mijenjanjem ulaznog kuta može se postići da se longitudinalna komponenta u potpunosti ukloni i u materijalu se širi samo transverzalni val. To je praktično iskorišteno za izradu kutnog vibratora. Između ultrazvučnog vibratora i ispitivanog materijala postavlja se klin od elastičnog materijala pod određenim kutom. Tako se longitudinalni val odbija natrag u vibrator, a transverzalni val prodire u materijal pod određenim kutom. Ispitivanjima je utvrđeno da pod kutom:
- od 45º do 80º nastaju transverzalni valovi;
- od 0º do 35º nastaju longitudinalni valovi;
- od 35º do 45º nastaju i longitudinalni i transverzalni valovi.

### Geometrija zvučnog polja
Snop ultrazvučnih valova koji se dovode na ispitivani uzorak može biti uzak ili širok. Kod ulaska uskog snopa ultrazvučnih valova u ispitivani uzorak energija se koncentrira u uskom području u dužini koja se naziva bliže područje. Dalje energija divergira (raspršuje) pod nekim kutom i to se područje naziva udaljeno područje.

## Metode ultrazvučne kontrole
Ultrazvučna kontrola se zasniva na tri osnovne metode: metoda prozvučavanja, metoda odjeka i metoda rezonancije.

### Metoda prozvučavanja
Metoda prozvučavanja zasnovana je na pojavi upijanja (apsorpcije) ultrazvuka u unutrašnjim greškama (nehomogenostima) u materijalu. Ona je slična radiografskoj kontroli. Pomoću jedne ultrazvučne glave, ultrazvučni valovi se usmjeravaju u ispitivani uzorak, a na drugoj strani uzorka, drugom ultrazvučnom glavom se mjeri energija valova. Ako je uzorak homogen (bez greške), signal na prijemniku bit će jednak ulaznom signalu. 
Ako se uzorak sastoji od dva različita materijala, onda će dio zvučne energije biti odbijen na granici ovih materijala. U tom slučaju prijemni instrument registrira signal manji od 100% ulaznog signala. Koliko manji ovisi o vrsti materijala, odnosno njegovom zvučnom otporu W. Ova metoda može otkriti samo krupne greške. Naročito je pogodna za otkrivanje slojevitih grešaka u tankim uzorcima, do debljine 50 mm.

### Metoda odjeka
Metoda odjeka se zasniva na pojavi odbijanja ultrazvuka od različitih nehomogenosti (grešaka u materijalu). Danas kod ove metode kao generator i prijamnik služi jedna ultrazvučna glava. Umjesto propuštenog dijela ultrazvučnog vala, mjeri se odbijeni (reflektirani) dio ultrazvučnog vala. Prijamnik prima reflektirane ultrazvučne valove i pokazuje ih kao proporcionalni signal na ekranu ultrazvučnog uredaja. Ovom metodom mogu se otkriti sljedeće greške:
- položaj i veličina raznih nehomogenosti u materijalu,
- područje u materijalu koje nije dobro toplinski obrađeno,
- kontrola zavarenih spojeva.

U usporedbi s metodom prozvučavanja, ova je metoda puno osjetljivija. Smatra se da samo 5% zvučne energije odbije zbog nehomogenosti u materijalu. Nedostatak ove metode je tzv. “mrtva zona”. Na mjestu ulaska ultrazvuka u materijal, emitirani impulsi ne mogu biti tako male duljine da odmah otkriju greške u blizini ultrazvučnog vibratora (ultrazvučne glave). Korištenjem prigušivača ova zona se može znatno smanjiti da iznosi samo oko 5 mm. Prednost je da ova metoda može otkriti točan položaj greške u materijalu, na način da se mjeri vrijeme putovanja ultrazvučnog signala do i od mjesta refleksije ultrazvučnih valova. Da bi se ova metoda mogla upotrijebiti, potrebno je imati mjerni instrument, koji istovremeno pokazuje vrijeme i napon.

### Metoda rezonancije
Metoda rezonancije se zasniva na pojavi stojnih valova. Ultrazvučni valovi se odbijaju od zadnje stijenke i vraćaju u prijemni vibrator, pri čemu ti valovi interferiraju s dolazećim valovima. Ako je debljina materijala jednaka zbroju polovina valne duljine, nastaje stojni val, to jest postignuta je rezonancija. Ova metoda je pogodna za mjerenje debljine ispitivanog uzorka.

## Uređaji za ultrazvučna ispitivanja
Uređaji za ultrazvučna ispitivanja nazivaju se i defektoskopi. Dijelovi uređaja su:
- generator: koji daje kratke impulse za uzbuđivanje predajnog vibratora ultrazvučne glave,
- prijemnik i pojačalo: za prijem i pojačanje signala od vibratora,
- vremenska baza: koja na temelju vremena prodiranja impulsa u ispitivani materijal određuje dubinu greške u materijalu,
- sinkronizator: koji regulira vrijeme slanja impulsa,
- katodni osciloskop: koji registrira odjek.

### Ultrazvučna glava
Ultrazvučna glava je složen akustični sklop. Sastoji se od vibratora koji usmjerava ultrazvučne valove u ispitivani uzorak i vibratora koji registrira odbijene ultrazvučne valove. Izbor ultrazvučne glave provodi se prema vrsti vibratora, promjeru vibratora i potrebnoj frekvenciji. Veći promjer vibratora daje veću osjetljivost, jer je kut divergencije ultrazvučnog vala manji. Kod veće frekvencije postiže se bolje raspoznavanje grešaka u materijalu. Frekvencije ultrazvučnih uređaja kreću se od 0,5 MHz do 12 MHz. Promjeri vibratora su od 5 do 34 mm, a dijele se prema veličini promjera na: 
- subminijaturni vibrator, promjer 5 mm (oznaka SM Q2),
- minijaturni vibrator, promjer 10 mm (oznaka M Q2),
- normalni vibrator, promjer 24 mm (oznaka Q2),
- veliki vibrator, promjer 34 mm (oznaka Q1).

U ovisnosti o kutu pod kojim se šire ultrazvučni valovi, razlikuju se 3 vrste ultrazvučnih glava: normalna, kutna i površinska.

#### Normalna ultrazvučna glava
Normalna ultrazvučna glava se sastoji od zaštitnog prstena, zaštitne folije i sredstva za akustični sklop, piezoelektričnog kristala, bloka za prigušivanje, kućišta i dovoda napona. Osnovna joj je karakteristika osjetljivost. Osjetljivost normalne ultrazvučne glave je to veća što više električne energije pretvori u zvučnu energiju. Tako se osim kvarca koriste i drugi materijali. Na primjer barijev titanat pretvara mnogo više električne energije u zvučnu energiju, nego što to čini kvarc. Ali s druge strane ima nedostatak da nije otporan na trošenje (habanje), zbog čega ga treba zaštititi, a to stvara veću “mrtvu zonu”. 
Drugo svojstvo ultrazvučne glave je njena selektivnost. Ocjenjuje se prema tome kolika je najmanja udaljenost između dvije greške u materijalu (reflektora), a da daju jasne uzastopne signale (npr. na stepenastim prijelazima). Da bi se spriječilo slobodno vibriranje ultrazvučne glave, koriste se prigušivači. Oni imaju zadatak da u određenoj mjeri priguše slobodno vibriranje vibratora i potpuno priguše ultrazvučne valove koji putuju u blok, a smiju se vraćati u vibrator. 
Prije ispitivanja provodi se baždarenje na karakteristične greške, u prvom redu na zadnju stjenku. Usporedbom odjeka od greške (reflektor) i odjeka od zadnje stjenke moguće je dobiti veličinu greške. Za ispitivanje tankih limova i grešaka blizu površine, te neravnina zadnje stijenke, koriste se ultrazvučne glave s dva vibratora: jedan šalje ultrazvučne valove, a drugi ih istovremeno prima. To su SE vibratori. Nisu najpogodniji za određivanje grešaka, ali se koriste za određivanje grešaka i mjerenje debljine stjenke do najmanje 1 mm.

#### Transverzalna ultrazvučna glava
Za razliku od normalne ultrazvučne glave, transverzalna ultrazvučna glava ima ugrađen klin od pleksiglasa. Zbog prigušivanja u pleksiglasu, upotrebljavaju se jaki vibratori, kao što je barijev titanat. Pogodna je za kontrolu grešaka u materijalu koji su smješteni pod kutom, gdje je pristup normalnoj i SM ultrazvučnoj glavi onemogućen. Obično se rade pod kutovima 35º (nagib klina 29º), 45º (nagib klina 34,6º), 60º (nagib klina 47º), 70º (nagib klina 55,5º) i 80º (nagib klina 56,3º). Kod kuta manjeg od 35º postoji mogućnost divergencije (rasipanja) zvučnog snopa, a kod kuta većeg od 80º postoji mogućnost pretvaranja transverzalnog vala u površinski val. 
Prije ispitivanja ultrazvukom, potrebno je površinu uzorka pripremiti na prikladan način (obično brušenje), posebno ako se ne traže samo greške, već i njena analiza. Da bi se osigurao akustični kontakt, nanosi se na površinu uzorka tekući premaz koji uklanja i najmanji zračni sloj. Ultrazvučna ispitivanja treba raditi uz prethodno dobro poznavanje ispitivanog materijala. Osoba koja provodi ispitivanja treba imati certifikat o školovanju za metodu koju koristi u ispitivanju. 

## Primjena ultrazvučne kontrole
Ultrazvučna kontrola se u metalurškoj praksi najčešće koristi kod ispitivanja odljevaka, ispitivanja otkivaka, ispitivanja traka i profila, ispitivanja cijevi, mjerenja debljina stijenki, ispitivanja zavarenih spojeva.

### Ultrazvučna kontrola odljevaka i otkivaka
U odljevcima su najčešće greške uključci, lunkeri, pukotine, poroznosti, plinski mjehuri, nehomogenosti. Odljevci se najčešće ispituju s normalnom ultrazvučnom glavom. Na granicama greške u materijalu (defekta), potrebno je ispitivanje na dvije okomite plohe, naročito kod ispitivanja deformiranih (valjanih, kovanih ili prešanih proizvoda ili poluproizvoda), jer lunkeri mogu biti nakon deformacije neugodno orijentirani.

#### Nemetalni uključci
Nemetalni uključci se mogu naći po čitavom presjeku. Obično su praćeni segregacijama u sredini ispitivanog uzorka. Otkrivaju se normalnom ultrazvučnom glavom i daju izraziti odjek, ali su oni razvučeni i ne mijenjaju se mnogo kod promjene položaja ultrazvučne glave. Mogu unijeti veliko prigušivanje ultrazvučnog odjeka. 

#### Segregacije
Segregacije nastaju u centru uzorka. Obično su praćene nemetalnim uključcima, ali i ne moraju biti. Ako nisu praćene nemetalnim uključcima, uopće se ne mogu otkriti. Unose veće prigušivanje ultrazvučnog odjeka. 

#### Grubo kristalno zrno
Grubo kristalno zrno se može pojaviti u odljevcima i otkovcima, posebno ako nisu žareni. Jako prigušuje ultrazvučni odjek i jako je teško otkriti točan položaj i veličinu greške u materijalu. Od lunkera ga se može razlikovati po eksponencijalnom opadanju odjeka, a zadnji odjek obično nestaje. 

#### Poroznost
Poroznost se javlja u odljevcima kod neodgovarajućeg lijevanja. Krajnji odjek nestaje, ali su vidljivi pojedini jaki odjeci, koji počinju odmah u početku skale i mijenjaju se sukladno prisutnoj poroznosti u materijalu. 

### Ultrazvučna kontrola zavara
Kod zavarenih spojeva nastaju 4 vrste grešaka: uključci, neprovarenost, risevi i poroznost. Oblik, veličina i mjesto greške su bitni čimbenici za izbor ultrazvučne glave.

#### Uključci
Uključci mogu nastati po čitavom presjeku zavara, različite veličine i oblika. Odjek ima veliku širinu, razgranat je i gotovo se ne mijenja kod promjene pravca kretanja ultrazvučne glave. 

#### Neprovarenost
Neprovarenost može biti u korijenu zavara, na stranicama zavara ili između pojedinih slojeva (ako se zavarivanje provodi u nekoliko slojeva). 

#### Risevi
Risevi se mogu pojaviti po čitavom zavaru, ali su najčešće uzdužni. Poprečni risevi nastaju rijetko. Općenito, plosnati defekti u zavaru, kao što su risevi i neprovarenost, daju oštre odjeke ako se nalaze okomito na smjer zvučnog snopa. 

#### Poroznost
Poroznost se moze javiti po čitavom zavaru. Opasnost predstavlja kada se javljaju u gnijezdima. Ako nastaje pojedinačno, daje nizak i oštar odjek, a ako je poroznost u gnijezdima, dobiva se nizak, širok i jako razgranat odjek. 

### Mjerenje debljine stjenke
Za stijenke deblje od 8 mm koristi se metoda odjeka. Točnost mjerenja metodom odjeka je manja od kontaktne metode rezonancije, koja ima visoku točnost, ali je mjerenje sporije. Metodom rezonancije moguća je kontrola debljine stijenke kod cijevi promjera od 3 mm i debljine stijenke od 0,2 mm. Točnost ove metode je od 0,1 do 0,2% od debljine mjerene stijenke. Kod debelostijenih cijevi moguće je mjerenje debljine stijenke metodom odjeka uz grešku 1%. Za mjerenje debljine stjenke limova koristi se metoda rezonancije i koriste se kutne ultrazvučne glave. Za debljine limova do 15 mm koriste se kutne ultrazvučne glave s kutom od 80º, do 30 mm koristi se 70º, od 30 do 60 mm koristi se 60º, a iznad 50 mm koristi se 45º.